# آیلند هوم (کشتی بخار)
ایسلند هوم (کشتی بخار) (به انگلیسی: Island Home (steamboat)) یک کشتی بود که طول آن ۱۸۴ فوت (۵۶ متر) بود. این کشتی در سال ۱۸۵۵ ساخته شد.